# Зрече
Зрече (словен. Zreče) је градић и управно средиште истоимене општине Зрече, која припада Савињској регији у Републици Словенији.
По попису становништва из 2011. године, насеље Зрече имало је 2.935 становника.